# Colobostema ussuriense
Colobostema ussuriense är en tvåvingeart som beskrevs av Nina Krivosheina 2000. Colobostema ussuriense ingår i släktet Colobostema och familjen dyngmyggor. Inga underarter finns listade i Catalogue of Life.